# Guadalcanallijster
De guadalcanallijster (Zoothera turipavae) is een zangvogel uit de familie Turdidae (lijsters). De vogel werd in 1955 beschreven als een ondersoort van de makiragoudlijster als Zoothera margaretae turipavae. Het is een kwetsbare vogelsoort op een van de Salomonseilanden.

## Verspreiding en leefgebied
Deze soort is endemisch op Guadalcanal (Salomonseilanden). Er zijn slecht enkele waarnemingen van deze vogel sinds de eerste beschrijving uit 1955. Het leefgebied is montaan bos op hoogten rond de 1450 meter boven zeeniveau. Daar verblijft de vogel voornamelijk op de bosbodem. Dit leefgebied wordt aangetast door ontbossing en de aanleg van infrastructuur voor mijnbouwactiviteiten en dit brengt ook met zich mee dat er invasieve soorten als verwilderde katten gemakkelijker het leefgebied in komen. Daarom staat deze  vogelsoort als kwetsbaar op de Rode Lijst van de IUCN.